# Меріл Девіс
Ме́ріл Де́віс (англ. Meryl Davis; 1 січня 1987, Роял-Оук, Мічиган, США) — американська фігуристка, що виступає у танцях на льоду в парі з Чарлі Вайтом, з яким є переможцями Чемпіонату Чотирьох Континентів з фігурного катання 2009 року, дворазовими чемпіонами США з фігурного катання (2009, 2010), переможцями Фіналу серії Гран-Прі сезону 2009/2010, бронзовими призерами Чемпіонату світу серед юніорів 2006 року.

## Кар'єра
Меріл почала кататися на ковзанах у 5-річному віці, оскільки поруч з її будинком був став, на якому взимку була ковзанка. Починала вона як одиночниця, але вже з восьми років зосередилася на танцях на льоду.
У 1997 році тренер Сет Чафетц об'єднав її в пару з Чарлі Вайтом. Дует відразу ж став показувати добрі результати. У 2001 році вони кваліфікувалися для участі в Чемпіонаті з фігурного катання США серед новачків, де посіли 6-е місце. Наступного року вони стали там другими.
У сезоні 2002/2003 Девіс і Вайт перейшли на юніорський рівень, і на Чемпіонаті США вони стали сьомими. А наступного року вже срібні призери Національної юніорської першості США з фігурного катання, фігуристи уперше виступили на Чемпіонаті світу з фігурного катання серед юніорів, і посіли 13-е місце.
Сезон 2004/2005 дует почав дуже вдало — виборов бронзу на двох етапах юніорської серії Гран-Прі, але через травму кісточки в Чарлі решту сезону їм довелося пропустити.
У наступному році вони повернулись «з новими силами»: в результаті стали другими у Фіналі юніорського Гран-Прі, виграли Чемпіонат США з фігурного катання серед юніорів, і насамкінець стали бронзовими призерами світової першості з фігурного катання серед юніорів 2006 року.

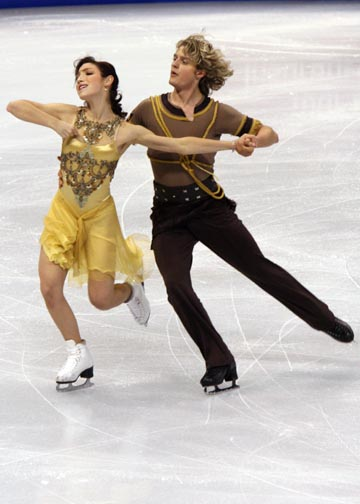
Дует Девіс/Вайт виконують довільний танець на «Skate Canada»—2008

Сезон 2006/2007 став для пари Девіс/Вайт першим сезоном у їхній спортивній кар'єрі на дорослому рівні. Вони стали третіми на дорослому Чемпіонаті США з фігурного катання, четвертими на «Чотирьох континентах» і сьомими у світі. Меріл Девіс і Чарлі Вайт — перша пара, що отримала четвертий рівень складності за всі елементи свого довільного танцю. Це сталося на етапі серії Гран-Прі сезону 2006/2007 — «NHK Trophy»—2006.
У сезоні 2007/2008 Девіс/Вайт стали срібними призерами першості США та Чемпіонату Чотирьох Континентів з фігурного катання, а на Чемпіонаті світу з фігурного катання 2008 року посіли 6-е місце.
У сезоні 2008/2009, перемігши на «Skate Canada»—2008 і ставши третіми на «Cup of Russia»—2008, дует уперше в своїй кар'єрі відібрались для участі у Фіналі серії Гран-Прі, де завоювали бронзу. На Чемпіонаті США з фігурного катання 2009 року, вони, за відсутності лідерів Національної Збірної США Белбін/Агосто, стали переможцями турніру. Чемпіонат Чотирьох континентів з фігурного катання 2009 року пара виграла, причому обігравши своїх принципових суперників і товаришів з тренування (обидва дуети працюють в групі Ігоря Шпільбанда та Марини Зуєвої) канадців Верчу/Мойр. А от на світовій першості з фігурного катання 2009 року танцювальний дует Девіс/Вайт опинилися поза п'єдесталом, посівши 4-е місце.
Сезон 2009/2010 (олімпійський) став для Меріл Девіс та Чарлі Вайта тріумфальним — вони перемагали на всіх стартах, у яких брали участь — спершу перемогли на 2 етапах серії Гран-Прі «NHK Trophy»—2009 та «Cup of Russia»—2009, потому стали переможцями Фіналу Гран-Прі сезону, були першими на «Nebelhorn Trophy», також удруге поспіль виграли «золото» Національної першості США з фігурного катання. У складі Олімпійської Збірної США в лютому 2010 року Девіс і Вайт боролися за медалі олімпійського турніру танцювальних пар на XXI Зимовій Олімпіаді (Ванкувер, Канада).

## Спортивні досягнення

### після 2007 року
| Сезони/Змагання                                     | 2007/2008 | 2008/2009 | 2009/2010 | 2010/2011 |
| --------------------------------------------------- | --------- | --------- | --------- | --------- |
| Зимові Олімпійські ігри                             |           |           | 2         |           |
| Чемпіонати світу з фігурного катання                | 6         | 4         | 2         | 1         |
| Чемпіонати Чотирьох Континентів з фігурного катання | 2         | 1         |           | 1         |
| Чемпіонати США з фігурного катання                  | 2         | 1         | 1         | 1         |
| Фінали Гран-Прі                                     |           | 3         | 1         | 1         |
| Етапи Гран-Прі: «NHK Trophy»                        |           |           | 1         | 1         |
| Етапи Гран-Прі: «Cup of Russia»                     |           | 3         | 1         |           |
| Етапи Гран-Прі: «Skate Canada»                      |           | 1         |           |           |
| Етапи Гран-Прі: «Trophee Eric Bompard»              | 3         |           |           |           |
| Етапи Гран-Прі: «Skate America»                     | 4         |           |           | 1         |
| Турніри: «Nebelhorn Trophy»                         |           |           | 1         |           |

### до 2007 року
| Сезони/Змагання                                     | 2000/2001 | 2001/2002 | 2002/2003 | 2003/2004 | 2004/2005 | 2005/2006 | 2006/2007 |
| --------------------------------------------------- | --------- | --------- | --------- | --------- | --------- | --------- | --------- |
| Чемпіонати світу з фігурного катання                |           |           |           |           |           |           | 7         |
| Чемпіонати Чотирьох Континентів з фігурного катання |           |           |           |           |           |           | 4         |
| Чемпіонати світу з фігурного катання серед юніорів  |           |           |           | 13        |           | 3         |           |
| Чемпіонати США з фігурного катання                  | 6N.       | 2N.       | 7J.       | 2J.       |           | 1J.       | 3         |
| Етапи Гран-Прі: «Skate Canada»                      |           |           |           |           |           |           | 4         |
| Етапи Гран-Прі: «NHK Trophy»                        |           |           |           |           |           |           | 4         |
| Фінали юніорського Гран-Прі                         |           |           |           |           |           | 2         |           |
| Етапи юніорського Гран-Прі, Андорра                 |           |           |           |           |           | 2         |           |
| Етапи юніорського Гран-Прі, Болгарія                |           |           |           |           |           | 1         |           |
| Етапи юніорського Гран-Прі, Румунія                 |           |           |           |           | 3         |           |           |
| Етапи юніорського Гран-Прі, Белград                 |           |           | 6         |           | 3         |           |           |
| Етапи юніорського Гран-Прі, Японія                  |           |           |           | 4         |           |           |           |
| Етапи юніорського Гран-Прі, Чехія                   |           |           |           | 4         |           |           |           |
| Етапи юніорського Гран-Прі, Німеччина               |           |           | 8         |           |           |           |           |

- N = рівень новачків; J = юніорський рівень